# 大井女子短期大学
大井女子短期大学（おおいじょしたんきだいがく）は、 東京都品川区大井森前町5447において1950年に設置計画のあった日本の私立短期大学である。

## 概要
- 財団法人小野学園[注 1]より設置計画のあった私立短期大学である[1]。
- 1932年10月設立の京南家政女学校を源流とし、1936年に改組された日本高等洋裁学院[3]を母体として1949年に短期大学の設置認可に関する申請を行っていたことがうかがえる[4][5]。
- また当時、文部省[注 3]が発行した『戦後教育資料』にもその名称の記載がある[6][7]。ほか、家政関係の学科を設置する計画をしていたことが同資料から読み取ることができる[8]。また、高等学校若しくは各種学校を母体として設立を目指していたことも同資料から判断できる[9]。
- 結局は、認可されずに設置されないままとなった。

## 設置予定の学科
- 家政学科 入学定員160名[1]